# Fed Cup 2006
Navigation
Édition précédente Édition suivante
La Fed Cup 2006 est la 44e édition du plus important tournoi de tennis opposant des équipes nationales féminines.
La finale, qui s'est tenue à Charleroi les 16 et 17 septembre, voit l'Italie s'imposer face à la Belgique (trois points à deux).

## Organisation
Organisation inchangée pour cette 44e édition de la Fed Cup avec les groupes mondiaux I et II et les play-offs I et II.
Le groupe mondial I compte huit équipes, les demi-finalistes 2005 et les vainqueurs des play-offs 1, qui s'affrontent par élimination directe dans un tableau à trois tours organisés successivement en avril, juillet et septembre. Les équipes vaincues au premier tour disputent les play-offs I. 
Le groupe mondial II compte également huit équipes, les vaincus des play-offs I 2005 et les vainqueurs des play-offs II 2005, qui s'affrontent en face à face en un seul tour organisé en avril. Les vainqueurs participent aux play-offs I et les vaincus participent aux play-offs II.
Les play-offs I sont organisés en juillet entre les éliminés du premier tour du groupe mondial I et les vainqueurs du groupe mondial II. Les vainqueurs participeront aux rencontres du groupe mondial I de l'édition suivante et les vaincus aux rencontres du groupe mondial II de l'édition suivante.
Les play-offs II opposent quatre équipes issues des compétitions par zone géographiques aux quatre perdants des rencontres du groupe mondial II. Les vainqueurs participent au groupe mondial II de l'édition suivante et les vaincus sont relégués dans les compétitions par zones géographiques.
Toutes les rencontres se déroulent au domicile de l'une ou l'autre des équipes qui, sur un week-end, se rencontrent en face à face au meilleur de cinq matchs (quatre simple et un double).

## Résultats

### Groupe mondial I

#### Tableau
|  | 1/4 de finale 22 - 23 avril | 1/4 de finale 22 - 23 avril |          |            | 1/2 finale 15 - 16 juillet | 1/2 finale 15 - 16 juillet |        |   | Finale 16 - 17 septembre | Finale 16 - 17 septembre |
|  |                             |                             |          |            |                            |                            |        |   |                          |                          |
|  | France                      | 1                           |          |            |                            |                            |        |   |                          |                          |
|  | Italie                      | 4                           |          |            |                            |                            |        |   |                          |                          |
|  | Italie                      | 4                           |          | Italie     | 3                          |                            |        |   |                          |                          |
|  |                             |                             |          | Italie     | 3                          |                            |        |   |                          |                          |
|  |                             |                             | Espagne  | 1          |                            |                            |        |   |                          |                          |
|  | Espagne                     | 5                           | Espagne  | 1          |                            |                            |        |   |                          |                          |
|  | Espagne                     | 5                           |          |            |                            |                            |        |   |                          |                          |
|  | Autriche                    | 0                           |          |            |                            |                            |        |   |                          |                          |
|  | Autriche                    | 0                           |          |            |                            |                            | Italie | 3 |                          |                          |
|  |                             |                             |          |            |                            |                            | Italie | 3 |                          |                          |
|  |                             | Belgique                    | 2        |            |                            |                            |        |   |                          |                          |
|  | Allemagne                   | Belgique                    | 2        | 2          |                            |                            |        |   |                          |                          |
|  | Allemagne                   |                             |          | 2          |                            |                            |        |   |                          |                          |
|  | États-Unis                  | 3                           |          |            |                            |                            |        |   |                          |                          |
|  | États-Unis                  | 3                           |          | États-Unis | 1                          |                            |        |   |                          |                          |
|  |                             |                             |          | États-Unis | 1                          |                            |        |   |                          |                          |
|  |                             |                             | Belgique | 4          |                            |                            |        |   |                          |                          |
|  | Belgique                    | 3                           | Belgique | 4          |                            |                            |        |   |                          |                          |
|  | Belgique                    | 3                           |          |            |                            |                            |        |   |                          |                          |
|  | Russie                      | 2                           |          |            |                            |                            |        |   |                          |                          |

#### Quarts de finale
| France - Italie - 1 : 4 Palais des Sports Jean Weille, Nancy, France 22 - 23 avril, Terre (int.) |                              |                               |                |
| 1                                                                                                | Nathalie Dechy               | Francesca Schiavone           | 7-65, 3-6, 3-6 |
| 1                                                                                                | Amélie Mauresmo              | Flavia Pennetta               | 6-1, 6-1       |
| 1                                                                                                | Amélie Mauresmo              | Francesca Schiavone           | 6-4, 6-74, 4-6 |
| 1                                                                                                | Nathalie Dechy               | Flavia Pennetta               | 4-6, 2-6       |
| 1                                                                                                | Émilie Loit Virginie Razzano | Mara Santangelo Roberta Vinci | 1-6, 4-6       |

| Espagne - Autriche - 5 : 0 Club Español de Tenis, Valence, Espagne 22 - 23 avril, Terre (ext.) |                                  |                                  |                |
| 2                                                                                              | Lourdes Domínguez                | Sybille Bammer                   | 7-65, 3-6, 6-3 |
| 2                                                                                              | Anabel Medina                    | Yvonne Meusburger                | 6-3, 7-5       |
| 2                                                                                              | Anabel Medina                    | Sybille Bammer                   | 6-0, 6-3       |
| 2                                                                                              | M. A. Sánchez                    | Tamira Paszek                    | 6-4, 6-75, 7-5 |
| 2                                                                                              | Virginia Ruano Lourdes Domínguez | Sybille Bammer Yvonne Meusburger | 6-4, 6-2       |

| Allemagne - États-Unis - 2 : 3 TC Ettenheim, Ettenheim, Allemagne 22 - 23 avril, Terre (ext.) |                                 |                         |               |
| 3                                                                                             | Anna-Lena Grönefeld             | Jamea Jackson           | 2-6, 6-3, 5-7 |
| 3                                                                                             | Julia Schruff                   | Jill Craybas            | 6-4, 2-6, 5-7 |
| 3                                                                                             | Anna-Lena Grönefeld             | Jill Craybas            | 6-2, 7-5      |
| 3                                                                                             | Martina Müller                  | Jamea Jackson           | 6-72, 2-6     |
| 3                                                                                             | Anna-Lena Grönefeld Jasmin Wöhr | Vania King Shenay Perry | 2-6, 6-4, 6-2 |

| Belgique - Russie - 3 : 2 Country Hall du Sart-Tilman, Liège, Belgique 22 - 23 avril, Terre (int.) |                             |                               |                |
| 4                                                                                                  | Kim Clijsters               | Elena Dementieva              | 4-6, 3-6       |
| 4                                                                                                  | Justine Henin               | Nadia Petrova                 | 6-72, 6-4, 6-3 |
| 4                                                                                                  | Kim Clijsters               | Maria Kirilenko               | 6-1, 6-4       |
| 4                                                                                                  | Justine Henin               | Elena Dementieva              | 6-2, 6-0       |
| 4                                                                                                  | Kim Clijsters Justine Henin | Maria Kirilenko Dinara Safina | 6-74, 5-7      |

#### Demi-finales
| Espagne - Italie - 1 : 3 Stadium Casablanca, Saragosse, Espagne 15 - 16 juillet, Terre (ext.) |                              |                                |          |
| 5                                                                                             | Anabel Medina                | Flavia Pennetta                | 3-6, 0-6 |
| 5                                                                                             | Lourdes Domínguez            | Francesca Schiavone            | 4-6, 5-7 |
| 5                                                                                             | Anabel Medina                | Francesca Schiavone            | 6-2, 6-2 |
| 5                                                                                             | Lourdes Domínguez            | Flavia Pennetta                | 2-6, 4-6 |
| 5                                                                                             | Virginia Ruano M. A. Sánchez | Romina Oprandi Mara Santangelo | Non joué |

| Belgique - États-Unis - 4 : 1 Sea'rena, Ostende, Belgique 15 - 16 juillet, Dur (int.) |                                 |                         |               |
| 6                                                                                     | Kirsten Flipkens                | Jill Craybas            | 5-7, 6-2, 6-4 |
| 6                                                                                     | Kim Clijsters                   | Jamea Jackson           | 4-6, 6-2, 6-1 |
| 6                                                                                     | Kim Clijsters                   | Vania King              | 6-0, 6-1      |
| 6                                                                                     | Kirsten Flipkens                | Mashona Washington      | 2-6, 3-1, ab. |
| 6                                                                                     | Leslie Butkiewicz Caroline Maes | Jill Craybas Vania King | 1-6, 2-6      |

#### Finale
| Belgique - Italie - 2 : 3 Spiroudome, Charleroi, Belgique 16 - 17 septembre, Dur (int.) |                                |                                   |                    |
| 7                                                                                       | Kirsten Flipkens               | Francesca Schiavone               | 1-6, 3-6           |
| 7                                                                                       | Justine Henin                  | Flavia Pennetta                   | 6-4, 7-5           |
| 7                                                                                       | Justine Henin                  | Francesca Schiavone               | 6-4, 7-5           |
| 7                                                                                       | Kirsten Flipkens               | Mara Santangelo                   | 7-63, 3-6, 0-6     |
| 7                                                                                       | Kirsten Flipkens Justine Henin | Francesca Schiavone Roberta Vinci | 6-3, 2-6, 0-2, ab. |

### Groupe mondial II
| Japon - Suisse - 4 : 1 Ariake Colosseum, Tokyo, Japon 22 - 23 avril, Dur (int.) |                            |                                 |               |
| 1                                                                               | Aiko Nakamura              | Timea Bacsinszky                | 6-2, 3-6, 6-1 |
| 1                                                                               | Ai Sugiyama                | Stefanie Vögele                 | 6-2, 4-6, 6-1 |
| 1                                                                               | Shinobu Asagoe             | Timea Bacsinszky                | 2-6, 2-6      |
| 1                                                                               | Aiko Nakamura              | Nicole Riner                    | 6-1, 3-6, 6-2 |
| 1                                                                               | Akiko Morigami Ai Sugiyama | Timea Bacsinszky Stefania Boffa | 6-2, 2-6, 6-0 |

| Croatie - Argentine - 3 : 2 Dom Sportova, Zagreb, Croatie 22 - 23 avril, Moquette (int.) |                            |                                      |               |
| 2                                                                                        | Karolina Šprem             | Maria-Jose Argeri                    | 6-2, 6-4      |
| 2                                                                                        | Ivana Lisjak               | Mariana Díaz-Oliva                   | 2-6, 6-3, 4-6 |
| 2                                                                                        | Karolina Šprem             | Mariana Díaz-Oliva                   | 6-4, 6-2      |
| 2                                                                                        | Ivana Lisjak               | Maria-Jose Argeri                    | 6-2, 1-6, 4-6 |
| 2                                                                                        | Matea Mezak Karolina Šprem | Maria-Jose Argeri Mariana Díaz-Oliva | 6-3, 6-3      |

| Thaïlande - République tchèque - 1 : 4 The Tennis Academy of Asia, Bangkok, Thaïlande 22 - 23 avril, Dur (ext.) |                                     |                               |               |
| 3 | S. Viratprasert                     | Iveta Benešová                | 6-4, 6-4      |
| 3 | Montinee Tangphong                  | Nicole Vaidišová              | 0-6, 2-6      |
| 3 | S. Viratprasert                     | Nicole Vaidišová              | 6-3, 2-6, 0-6 |
| 3 | Montinee Tangphong                  | Klára Zakopalová              | 2-6, 6-75     |
| 3 | Nudnida Luangnam Napaporn Tongsalee | Iveta Benešová B. Z. Strýcová | 2-6, 3-6      |

| Indonésie - Chine - 0 : 4 Gelora Bung Karno Tennis Stadium, Jakarta, Indonésie 22 - 23 avril, Dur (ext.) |                                |                  |               |
| 4 | Angelique Widjaja              | Li Na            | 3-6, 6-4, 3-6 |
| 4 | Romana Tedjakusuma             | Peng Shuai       | 6-2, 4-6, 0-6 |
| 4 | Romana Tedjakusuma             | Li Na            | 3-6, 4-6      |
| 4 | Angelique Widjaja              | Peng Shuai       | 3-6, 0-6      |
| 4 | Ayu-Fani Damayanti Septi Mende | Yan Zi Zheng Jie | Non joué      |

### Play-offs I
| Japon - Autriche - 5 : 0 Ariake Colosseum, Tokyo, Japon 15 - 16 juillet, Dur (int.) |                            |                                   |               |
| 1                                                                                   | Akiko Morigami             | Barbara Schwartz                  | 7-63, 6-0     |
| 1                                                                                   | Ai Sugiyama                | Melanie Klaffner                  | 7-5, 6-1      |
| 1                                                                                   | Aiko Nakamura              | Barbara Schwartz                  | 6-2, 7-5      |
| 1                                                                                   | Akiko Morigami             | Nikola Hofmanova                  | 6-2, 6-3      |
| 1                                                                                   | Shinobu Asagoe Ai Sugiyama | Melanie Klaffner Barbara Schwartz | 6-3, 1-6, 6-1 |

| France - République tchèque - 3 : 2 US Cagnes Tennis, Cagnes-sur-Mer, France 15 - 16 juillet, Terre (ext.) |                                   |                              |                |
| 2 | Tatiana Golovin                   | Nicole Vaidišová             | 1-6, 6-3, 9-11 |
| 2 | Nathalie Dechy                    | Lucie Šafářová               | 5-7, 6-3, 9-7  |
| 2 | Nathalie Dechy                    | Nicole Vaidišová             | 2-6, 3-6       |
| 2 | Tatiana Golovin                   | Lucie Šafářová               | 6-2, 6-1       |
| 2 | Séverine Beltrame Tatiana Golovin | Iveta Benešová Květa Peschke | 6-4, 7-62      |

| Chine - Allemagne - 4 : 1 Beijing International Tennis Centre, Pékin, Chine 15 - 16 juillet, Dur (int.) |                  |                              |               |
| 3 | Li Na            | Kristina Barrois             | 6-3, 6-4      |
| 3 | Zheng Jie        | Kathrin Wörle                | 6-4, 7-5      |
| 3 | Li Na            | Kathrin Wörle                | 7-5, 7-5      |
| 3 | Sun Tiantian     | Tatjana Malek                | 6-4, 3-6, 3-6 |
| 3 | Yan Zi Zheng Jie | Kristina Barrois Jasmin Wöhr | 6-3, 6-4      |

| Croatie - Russie - 2 : 3 ITC Stella Maris, Umag, Croatie 15 - 16 juillet, Terre (ext.) |                          |                                |                |
| 4                                                                                      | Ivana Lisjak             | Anna Chakvetadze               | 6-72, 6-73     |
| 4                                                                                      | Sanja Ancic              | Elena Dementieva               | 3-6, 5-7       |
| 4                                                                                      | Karolina Šprem           | Elena Dementieva               | 1-6, 3-6       |
| 4                                                                                      | Sanja Ancic              | Vera Dushevina                 | 7-65, 6-2      |
| 4                                                                                      | Ivana Lisjak Matea Mezak | Anna Chakvetadze Elena Vesnina | 3-6, 7-63, 6-2 |

### Play-offs II
| Canada - Argentine - 3 : 2 Royal Glenora Club, Edmonton, Canada 15 - 16 juillet, Dur (ext.) |                                    |                                 |           |
| 1                                                                                           | Stéphanie Dubois                   | Gisela Dulko                    | 4-6, 3-6  |
| 1                                                                                           | Aleksandra Wozniak                 | Mariana Díaz-Oliva              | 6-2, 6-4  |
| 1                                                                                           | Aleksandra Wozniak                 | Gisela Dulko                    | 7-66, 6-3 |
| 1                                                                                           | Stéphanie Dubois                   | Clarisa Fernández               | 6-2, 6-4  |
| 1                                                                                           | Sharon Fichman Marie-Ève Pelletier | Gisela Dulko Mariana Díaz-Oliva | 5-7, 4-6  |

| Indonésie - Israël - Walkover Israël 15 - 16 juillet, |  |  |
| 2                                                     |  |  |
|                                                       |  |  |
|                                                       |  |  |

| Slovaquie - Thaïlande - 5 : 0 Sibamac Arena, Bratislava, Slovaquie 15 - 16 juillet, Dur (int.) |                                       |                                      |          |
| 3                                                                                              | Daniela Hantuchová                    | Montinee Tangphong                   | 6-1, 6-1 |
| 3                                                                                              | Magdaléna Rybáriková                  | S. Viratprasert                      | 6-3, 6-3 |
| 3                                                                                              | Daniela Hantuchová                    | S. Viratprasert                      | 6-1, 6-3 |
| 3                                                                                              | Dominika Cibulková                    | Montinee Tangphong                   | 6-3, 6-1 |
| 3                                                                                              | Janette Husárová Magdaléna Rybáriková | Nudnida Luangnam Thassha Vitayaviroj | 6-2, 6-3 |

| Suisse - Australie - 0 : 5 TC Chavannes-de-Bogis, Chavannes-de-Bogis, Suisse 15 - 16 juillet, Dur (ext.) |                                 |                            |               |
| 4 | Nicole Riner                    | Samantha Stosur            | 1-6, 2-6      |
| 4 | Timea Bacsinszky                | Nicole Pratt               | 2-6, 5-7      |
| 4 | Timea Bacsinszky                | Samantha Stosur            | 4-6, 2-6      |
| 4 | Stefanie Vögele                 | Alicia Molik               | 2-6, 6-3, 0-6 |
| 4 | Timea Bacsinszky Stefania Boffa | Alicia Molik Rennae Stubbs | 1-6, 2-6      |